# Sompalle
Sompalle és un poble d'Andhra Pradesh al districte de Chittor. El 1901 tenia 3.656 habitants. Inclou un temple vaixnavita dedicat a Chennakeswaraswami, amb uns notables gravats.

## Història
Fou sèu d'un poligar feudatari dels reis de Vijayanagar, format per cinc pobles; conquerida la regió pels sultans de Golconda, els poligars van mantenir el control com a feudataris d'aquestos a canvi de serveis militars (400 soldats d'infanteria). El 1687 va passar als mogols en les mateixes condicions, i el 1756 els marathes van ocupar la zona i encara que per un any van annexionar el domini, l'estat fou retornat al cap d'un any. Haidar Ali va enviar a Mir Sahib que va expulsar al poligar, però els senyors locals tornaven a governar en temps de la campanya de Lord Cornwallis contra Tipu Sahib. Els britànics van suprimir l'estat i darrer poligar fou pensionat.